# 布拉班特号列车
布拉班特号（法語：Brabant）是曾經运营于法国巴黎至比利时布鲁塞尔间一班长途列车所使用的名称，由法国国家铁路及比利时国家铁路在1963年至1995年间共同开行。其命名源自中世纪存在于低地地区的布拉班特公国，而布鲁塞尔正是该国的首都。列车曾先后被纳入全欧快车、城际列车和欧城列车等类别，直至1995年被大力士高速列车所取代。

## 全欧快车
在全欧快车网络建立后，为应对巴黎至布鲁塞尔间日益增长的乘客数量，布拉班特号的开行被纳入议事日程。作为两座城市间的第四班全欧快车，当局计划将布拉班特号以首个采用电动的服务运营。然而，由于受到1962年冬季欧洲大霜冻的影响，高架電纜的搭建工程进度落后，至1963年5月26日，列车在开行初期的北行只能以柴联车运营，这是从原有的法兰西岛号列车中分离而来。
在1963年9月1日以前，布拉班特号都使用法国国家铁路RGP825型柴联车运行，但这仅限于列车北行方向，在抵达布鲁塞尔后，该编组的南行方向会与法兰西岛号合编运行。在电气化改造完成后，列车又改以电力机车牵引的方式于双向运行。自1964年8月2日起，牵引机车在法国境内使用法国国家铁路BB26000型电力机车，比利时境内使用比利时国家铁路15型电力机车。10年后，在技术上完全相同的法国国家铁路CC40100型电力机车和比利时国家铁路18型电力机车自1974年9月29日起取代了原有的两款机车。在车厢编组方面，最初采用普通的DEV A9型车厢，这意味着与RGP825型柴联车相比，舒适度有了明显的下降。1964年8月2日，随着PBA级车厢的投入使用，其舒适度再度升级至全欧快车标准水平。
布拉班特号最初使用TEE128次的车次（北行），1963年9月1日起，南行车次被分配为TEE119次。1967年5月26日，车次经过重新编排，北行及南行车次分别更改为TEE64次和TEE61次。1971年5月23日起，车次再度实施重新编号，往来于阿姆斯特丹和巴黎方向的所有全欧快车都被分配为从80至87的连号，其中北行列车使用偶数号码，南行列车使用奇数号码，布拉班特号则获得了TEE83/84次的车次。
| TEE84次 | TEE84次 | 停靠站   | TEE83次 | TEE83次 |
| 里程    | 时刻    | 停靠站   | 时刻    | 里程    |
| ------- | ------- | -------- | ------- | ------- |
| 0       | 17:18   | 布鲁塞尔 | 14:05   | 310     |
| 55      | -       | 蒙斯     | -       | 255     |
| 156     | -       | 圣康坦   | -       | 154     |
| 310     | 19:43   | 巴黎     | 11:45   | 0       |

自1984年6月3日起，布拉班特号被降级为城际列车，运营采用两舱级别（一等及二等）的席位等级，使用车次为IC83/84次。

## 欧城列车
从1987年5月31日至1993年5月23日，布拉班特号以欧城列车的类别继续运营，使用车次为EC83/86次。由于全欧快车和欧城列车在巴黎和布鲁塞尔间均提供不停站直达服务，部分PBA级车厢也被替换为二等座车。这些车厢的内饰经过翻新，外侧则以带有TEE字样的红色条纹取代了原本的绿色条纹。基于法律原因，布拉班特号在1993年5月被重新归类为全欧快车，并维持运营直至1995年1月23日，当往来于巴黎至布鲁塞尔间的大力士高速列车投入使用后停运。

## 脚註
1. ↑  UIC 1972，第8頁.
2. 1 2  Hajt 2001，第106頁.
3. ↑  Mertens & Malaspina 2007，第229頁.
4. 1 2  Mertens & Malaspina 2007，第228頁.
5. ↑  Mertens & Malaspina 2007，第233頁.
6. ↑  Mertens & Malaspina 2007，第231頁.
7. ↑  DB 1971，第13頁.
8. ↑  Mertens & Malaspina 2007，第402頁.
9. ↑  Mertens & Malaspina 2007，第403頁.